# Дневник (2001)
Вижте пояснителната страница за други значения на Дневник.
„Дневник“ е български национален онлайн и бивш печатен всекидневник за политика и новини на „Икономедиа“ АД.
Изданието излиза в печатен формат, голям формат от февруари 2001 година до 2005 година и е последният български всекидневник издаван на хартия в голям формат. Последният брой на печатното издание излиза на 28 октомври 2011 година. Вестникът има сайт онлайн.

## Сайт на Дневник
Сайтът на Дневник предлага свободен достъп до статии от най-новия брой, както и пълен архив на изданието, а също снимкови галерии от избрани снимки за деня, блогове и други. Чести гост автори на изданието са социологът Иван Кръстев, а ежеседмични автори на рубрики за „Дневник“ са и писателите Георги Господинов, Юлиан Попов, преводачът Александър Андреев, редакторът на „Литературен вестник“ Бойко Пенчев и Александър Божков, бивш вицепремиер в правителството на Иван Костов.
Освен информационно журналистическо съдържание сайтът на Дневник предлага и възможност за коментари от регистрирани потребители на вестника. Към тях има и опции подобни на социална мрежа, с добавяне на приятелски потребители или отбягване на нежеланите профили. Могат да се добавят също и журналисти от вестника. Първоначално сайтът разчита основно на мнения и коментари от анонимни потребители и техните коментари към публикациите на вестника, но по-късно с въвеждането на форми за регистриране и въвебдането на повече регистрирани потребители разрешава само регистрираната форма на участие в мненията и коментарите под статиите на уебсайта, с което поставя и основите на друго развитие на сайта към смесено журналистическо–на социална мрежа съдържание и тип. Сайтът има опция за лесно преминаване към сайтовете „Капитал“ и други уебсайтове на „Икономедия“, заедно със същата потребителска регистрация.
Уебсайтът на „Дневник“, като онлайн издание има и мобилен вариант, който е предназначен за ползване на сайта през мобилни телефони или други мобилни устройства. Мобилният вариант също позволява коментиране под статиите и влизане с потребителска регистрация. Друга опция на уебсайта предоставя възможност на регистрираните потребители да пускат свои кратки новини и съобщения чрез формата „бип“, като това е част от цялостната идея за социална мрежа и журналистическо съдържание.

## История
Създаден е с амбицията да възстанови традициите на сериозната журналистика в България и е насочен към икономически, политически и обществено активната част от населението. „Дневник“ съдържа най-голямата (16 страници) бизнес секция в българската преса.